# Rotholme
Rotholme är ett antal små öar utanför ön Mors i Danmark.   De ligger i Morsø kommun i Region Nordjylland, i den nordvästra delen av landet, 260 km väster om Köpenhamn.